# Ventilago
Ventilago es un género de plantas de la familia Rhamnaceae.

## Taxonomía
Ventilago fue descrito por Joseph Gaertner y publicado en De Fructibus et Seminibus Plantarum. . . . 1: 223, en el año 1788. La especie tipo es: Ventilago maderaspatana Gaertn.

## Especies
- Ventilago africana Exell
- Ventilago denticulata Willd.
- Ventilago diffusa (G. Don) Exell
- Ventilago elegans Hemsl.
- Ventilago inaequilateralis Merr. & Chun
- Ventilago leiocarpa Benth.
- Ventilago maderaspatana Gaertn.
- Ventilago oblongifolia Blume